# César Pinares
César Ignacio Pinares Tamayo (Santiago, 23 maggio 1991) è un calciatore cileno, centrocampista dell'Universidad Católica e della nazionale cilena.

## Statistiche
Statistiche aggiornate al 13 agosto 2022.

### Presenze e reti nei club
| Squadra                     | Stagione                    | Campionato                  | Campionato | Campionato | Coppe nazionali | Coppe nazionali | Coppe nazionali | Coppe continentali | Coppe continentali | Coppe continentali | Altre coppe | Altre coppe | Altre coppe | Totale | Totale |
| Squadra                     | Stagione                    | Comp                        | Pres       | Reti       | Comp            | Pres            | Reti            | Comp               | Pres               | Reti               | Comp        | Pres        | Reti        | Pres   | Reti   |
| --------------------------- | --------------------------- | --------------------------- | ---------- | ---------- | --------------- | --------------- | --------------- | ------------------ | ------------------ | ------------------ | ----------- | ----------- | ----------- | ------ | ------ |
| 2009                        | Colo-Colo                   | PD                          | -          | -          | CC              | 2               | 0               | -                  | -                  | -                  | -           | -           | -           | 2      | 0      |
| 2009-10                     | Chievo                      | U19                         | 13         | 1          | -               | -               | -               | -                  | -                  | -                  | -           | -           | -           | 13     | 1      |
| 2010-11                     | Chievo                      | U19                         | 19         | 5          | -               | -               | -               | -                  | -                  | -                  | -           | -           | -           | 19     | 5      |
| Totale Chievo Verona        | Totale Chievo Verona        | Totale Chievo Verona        | 32         | 6          |                 | -               | -               |                    | -                  | -                  |             | -           | -           | 32     | 6      |
| 2011-12                     | Triestina                   | LPP                         | 19         | 0          | -               | -               | -               | -                  | -                  | -                  | -           | -           | -           | 19     | 0      |
| 2012                        | San Luis de Quillota        | PB                          | 15         | 1          | -               | -               | -               | -                  | -                  | -                  | -           | -           | -           | 15     | 1      |
| 2013                        | Santiago Morning            | PB                          | 12         | 1          | -               | -               | -               | -                  | -                  | -                  | -           | -           | -           | 12     | 1      |
| 2013-14                     | Dep. Iquique                | PD                          | 27         | 3          | CC              | 10              | 3               | -                  | -                  | -                  | -           | -           | -           | 37     | 6      |
| 2014-15                     | Dep. Iquique                | PD                          | 29         | 5          | CC              | 4               | 0               | -                  | -                  | -                  | SS          | 1           | 0           | 34     | 5      |
| Totale Deportes Iquique     | Totale Deportes Iquique     | Totale Deportes Iquique     | 61         | 8          |                 | 14              | 3               |                    | -                  | -                  |             | 1           | 0           | 75     | 11     |
| 2014                        | Olympiakos Volos            | FL                          | 5          | 0          | KE              | 4               | 0               | -                  | -                  | -                  | -           | -           | -           | 9      | 0      |
| 2015-16                     | Unión Española              | PD                          | 14         | 2          | -               | -               | -               | -                  | -                  | -                  | -           | -           | -           | 14     | 2      |
| 2016-17                     | Unión Española              | PD                          | 26         | 7          | CC              | 5               | 1               | CL                 | 4                  | 0                  | -           | -           | -           | 35     | 8      |
| 2017                        | Unión Española              | PD                          | 5          | 1          | CC              | 2               | 1               | -                  | -                  | -                  | -           | -           | -           | 7      | 2      |
| Totale Union Española       | Totale Union Española       | Totale Union Española       | 45         | 10         |                 | 7               | 2               |                    | 4                  | 0                  |             | -           | -           | 56     | 12     |
| 2017                        | Sharjah                     | UPL                         | 6          | 0          | CE              | 1               | 0               | -                  | -                  | -                  | -           | -           | -           | 7      | 0      |
| 2018                        | Colo-Colo                   | PD                          | 18         | 0          | CC              | 1               | 0               | CL                 | 4                  | 0                  | -           | -           | -           | 23     | 0      |
| 2019                        | Universidad Católica        | PD                          | 20         | 5          | CC              | 4               | 0               | CL+CS              | 6+2                | 0                  | SS          | 1           | 1           | 33     | 6      |
| 2020                        | Universidad Católica        | PD                          | 12         | 4          | CC              | 1               | 0               | CL+CS              | 6+2                | 1                  | -           | -           | -           | 21     | 5      |
| 2020                        | Grêmio                      | A                           | 12         | 1          | -               | -               | -               | CL                 | 4                  | 0                  | -           | -           | -           | 16     | 1      |
| 2021                        | Grêmio                      | A                           | 2          | 1          | CB              | 1               | 0               | CL+CS              | 2+2                | 0                  | CG          | 3           | 0           | 10     | 1      |
| Totale Gremio               | Totale Gremio               | Totale Gremio               | 14         | 2          |                 | 1               | 0               |                    | 8                  | 0                  |             | 3           | 0           | 26     | 2      |
| 2021-22                     | Altay                       | TFF                         | 27         | 3          | TK              | 2               | 0               | -                  | -                  | -                  | -           | -           | -           | 29     | 3      |
| 2022                        | Universidad Católica        | PD                          | 5          | 0          | -               | -               | -               | -                  | -                  | -                  | -           | -           | -           | 5      | 0      |
| Totale Universidad Católica | Totale Universidad Católica | Totale Universidad Católica | 38         | 9          |                 | 6               | 1               |                    | 16                 | 1                  |             | 1           | 0           | 60     | 11     |
| Totale carriera             | Totale carriera             | Totale carriera             | 292        | 40         |                 | 33              | 5               |                    | 32                 | 1                  |             | 5           | 1           | 365    | 47     |

### Cronologia presenze e reti in nazionale
| Cronologia completa delle presenze e delle reti in nazionale ― Cile | Cronologia completa delle presenze e delle reti in nazionale ― Cile | Cronologia completa delle presenze e delle reti in nazionale ― Cile | Cronologia completa delle presenze e delle reti in nazionale ― Cile | Cronologia completa delle presenze e delle reti in nazionale ― Cile | Cronologia completa delle presenze e delle reti in nazionale ― Cile | Cronologia completa delle presenze e delle reti in nazionale ― Cile | Cronologia completa delle presenze e delle reti in nazionale ― Cile |
| Data                                                                | Città                                                               | In casa                                                             | Risultato                                                           | Ospiti                                                              | Competizione                                                        | Reti                                                                | Note                                                                |
| ------------------------------------------------------------------- | ------------------------------------------------------------------- | ------------------------------------------------------------------- | ------------------------------------------------------------------- | ------------------------------------------------------------------- | ------------------------------------------------------------------- | ------------------------------------------------------------------- | ------------------------------------------------------------------- |
| 11-1-2017                                                           | Nanning                                                             | Cile                                                                | 1 – 1                                                               | Croazia                                                             | Amichevole                                                          | 1                                                                   | 82’                                                                 |
| 15-1-2017                                                           | Nanning                                                             | Islanda                                                             | 0 – 1                                                               | Cile                                                                | Amichevole                                                          | -                                                                   | 66’ 90’                                                             |
| 2-6-2017                                                            | Ñuñoa                                                               | Cile                                                                | 3 – 0                                                               | Burkina Faso                                                        | Amichevole                                                          | -                                                                   | 46’                                                                 |
| 9-6-2017                                                            | Mosca                                                               | Russia                                                              | 1 – 1                                                               | Cile                                                                | Amichevole                                                          | -                                                                   | 81’                                                                 |
| 21-11-2018                                                          | Temuco                                                              | Cile                                                                | 4 – 1                                                               | Honduras                                                            | Amichevole                                                          | -                                                                   | 89’                                                                 |
| 6-9-2019                                                            | Los Angeles                                                         | Cile                                                                | 0 – 0                                                               | Argentina                                                           | Amichevole                                                          | -                                                                   | 77’ 82’                                                             |
| 11-9-2019                                                           | San Pedro Sula                                                      | Honduras                                                            | 2 – 1                                                               | Cile                                                                | Amichevole                                                          | -                                                                   | 80’                                                                 |
| 12-10-2019                                                          | Alicante                                                            | Colombia                                                            | 0 – 0                                                               | Cile                                                                | Amichevole                                                          | -                                                                   | 71’                                                                 |
| 15-10-2019                                                          | Alicante                                                            | Cile                                                                | 3 – 2                                                               | Guinea                                                              | Amichevole                                                          | -                                                                   | 75’                                                                 |
| 9-10-2020                                                           | Montevideo                                                          | Uruguay                                                             | 2 – 1                                                               | Cile                                                                | Qual. Mondiali 2022                                                 | -                                                                   | 68’                                                                 |
| 14-10-2020                                                          | Ñuñoa                                                               | Cile                                                                | 2 – 2                                                               | Colombia                                                            | Qual. Mondiali 2022                                                 | -                                                                   | 74’                                                                 |
| 13-11-2020                                                          | Santiago del Cile                                                   | Cile                                                                | 2 – 0                                                               | Perù                                                                | Qual. Mondiali 2022                                                 | -                                                                   | 70’                                                                 |
| 17-11-2020                                                          | Caracas                                                             | Venezuela                                                           | 2 – 1                                                               | Cile                                                                | Qual. Mondiali 2022                                                 | -                                                                   | 46’                                                                 |
| 27-3-2021                                                           | Rancagua                                                            | Cile                                                                | 2 – 1                                                               | Bolivia                                                             | Amichevole                                                          | -                                                                   | 64’                                                                 |
| 3-6-2021                                                            | Santiago del Estero                                                 | Argentina                                                           | 1 – 1                                                               | Cile                                                                | Qual. Mondiali 2022                                                 | -                                                                   | 65’                                                                 |
| 14-6-2021                                                           | Rio de Janeiro                                                      | Argentina                                                           | 1 – 1                                                               | Cile                                                                | Coppa America 2021 - 1º turno                                       | -                                                                   | 77’                                                                 |
| 18-6-2021                                                           | Cuiabá                                                              | Cile                                                                | 1 – 0                                                               | Bolivia                                                             | Coppa America 2021 - 1º turno                                       | -                                                                   | 65’                                                                 |
| 24-6-2021                                                           | Brasilia                                                            | Cile                                                                | 0 – 2                                                               | Paraguay                                                            | Coppa America 2021 - 1º turno                                       | -                                                                   | 68’                                                                 |
| Totale                                                              |                                                                     | Presenze                                                            | 18                                                                  |                                                                     | Reti                                                                | 1                                                                   |                                                                     |

## Palmarès

### Club

#### Competizioni nazionali
- Campionato cileno: 1

Universidad Católica: 2019
- Copa Chile: 1

Deportes Iquiqui: 2013-2014
- Supercopa de Chile: 1

Universidad Católica: 2019